# Usina Nuclear de Maanshan

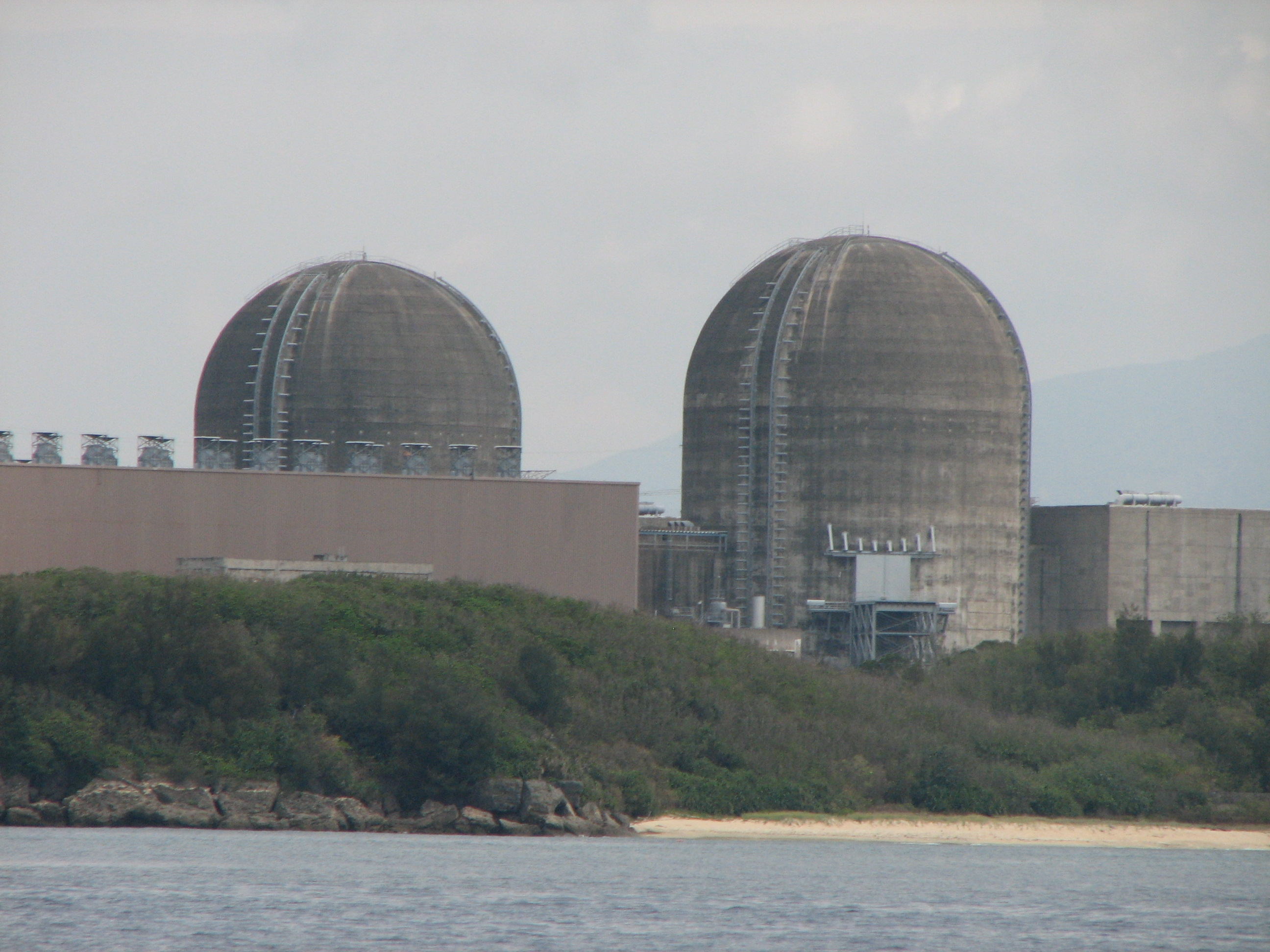
A usina em 2006

A Usina Nuclear de Maanshan (馬鞍山核能發電廠 ou 核三) é uma planta de energia nuclear localizada nas proximidades da Baía Sul, Hengchun, Condado de Pingtung, Taiwan. A planta é a terceira nuclear construída em Taiwan, e a segunda maior em capacidade de geração. A vida útil prevista desta planta é de 60 anos.

## Geração
Cada unidade de Maanshan é um reator de água pressurizada, de três loops, da Westinghouse, com três geradores de vapor tipo-F Westinghouse. Cada gerador de vapor tem tubos-em-U feitos de liga Inconel 600. A usina pode gerar 15 TWh de eletricidade por ano.